# Фолл-Ривер-Милс (аэропорт)
Аэропорт Фолл-Ривер-Милс (англ. Fall River Mills Airport), (FAA LID: O89) — государственный гражданский аэропорт, расположенный в 1,6 километрах к северу от делового центра города Фолл-Ривер-Милс, округ Шаста (Калифорния), США.
Аэропорт находится в собственности округа Шаста и обслуживает главным образом рейсы авиации общего назначения.

## Операционная деятельность
Аэропорт Фолл-Ривер-Милс расположен на высоте 1013 метров над уровнем моря и эксплуатирует одну взлётно-посадочную полосу:
- 2/20 размерами 1097 х 23 метров с асфальтовым покрытием.